# Сагапонак
Сагапо̀нак (на английски: Sagaponack, /sæɡəˈpɒnək/) е село в североизточната част на Съединените американски щати, част от окръг Съфолк на щата Ню Йорк. Населението му е около 313 души (2010).
Разположено е на 7 метра надморска височина в източния край на остров Лонг Айлънд, на брега на Атлантическия океан и на 12 километра североизточно от централната част на Саутхамптън. Местността е заселена още в средата на XVII век, а през 2005 година е обособена административно в самостоятелно село. Днес то е курортно и жилищно селище, често сочено като населеното място с най-скъпи недвижими имоти в цялата страна.

## Известни личности
Починали в Сагапонак
- Питър Матисън (1927 – 2014), писател